# Aoife Coughlan
Aoife Coughlan (ur. 13 października 1995) – australijska judoczka. Dwukrotna olimpijka. Zajęła dziewiąte miejsce w z Tokio 2020 i Paryżu 2024. Walczyła w wadze średniej.
Siódma na mistrzostwach świata w 2021; uczestniczka zawodów w 2015, 2018, 2019, 2022, 2023 i 2024. Startowała w Pucharze Świata w latach 2012, 2014-2019, 2022, 2023 i 2025. Zdobyła dwanaście medali w kontynentalnych zawodach w strefie Oceanii, w latach 2012 - 2025. Mistrzyni Australii w 2014, 2016, 2017, 2018, 2019, 2022 i 2023 roku.
Jej brat Eoin Coughlan, również był judoką i olimpijczykiem z Rio de Janeiro 2016.

## Letnie Igrzyska Olimpijskie 2020
| Konkurencja | Eliminacje            | Eliminacje                   | Klas. końcowa |
| Konkurencja | Przeciwnik I          | Przeciwnik II                | Miejsce       |
| ----------- | --------------------- | ---------------------------- | ------------- |
| 70 kg       | Kinaua Biribo (KIR) Z | Giovanna Scoccimarro (GER) P | 9.            |